# Catachlorops amazonicus
Catachlorops amazonicus är en tvåvingeart som beskrevs av Loureiro Henriques och Gorayeb 1999. Catachlorops amazonicus ingår i släktet Catachlorops och familjen bromsar. Inga underarter finns listade i Catalogue of Life.